# Simpelveld
Simpelveld é um município dos Países Baixos, situado na província de Limburgo. Tem 16,03 km² de área e sua população em 2020 foi estimada em 10.515 habitantes.